# Manuel Flores Carvajal
Manuel Alejandro Flores Carvajal (Valparaíso, 19 de marzo de 1986) es un futbolista chileno que juega como delantero en Colchagua Club de Deportes de la Tercera División A de Chile.

## Carrera
Formado en el Club Abelardo Contreras y consolidado en el Estrella Roja de la liga amateur «Osmán Pérez Freire», de Valparaíso, este jugador debutó en Santiago Wanderers, proveniente del fútbol amateur, debutando a los 21 años el 16 de febrero como titular en el segundo partido del Apertura 2008 de la Primera B de Chile, donde su equipo perdió por la mínima contra Deportes Copiapó.
Después de pocas oportunidades de jugar durante el Torneo de Apertura, con la llegada del técnico Jorge Aravena, es enviado a préstamo a Unión Quilpué, donde convierte varios goles en su estadía de un año. A fines de agosto del 2009 regresa a Santiago Wanderers por una nueva oportunidad.
Al ser descartado por múltiples entrenadores de Santiago Wanderers, recala en el equipo Colchagua Club de Deportes para afrontar la serie de la Tercera división de Chile, para la temporada 2012.

## Clubes
| Club               | País  | Temporadas    |
| ------------------ | ----- | ------------- |
| Santiago Wanderers | Chile | 2008          |
| Unión Quilpué      | Chile | 2008-2009     |
| Santiago Wanderers | Chile | 2010-2011     |
| Colchagua          | Chile | 2012-presente |